# Basiliskenchamäleon
Das Basiliskenchamäleon (Chamaeleo africanus), auch Afrikanisches Chamäleon genannt, ist eine mittelgroße Chamäleonart mit einer helmartigen Aufwölbung auf dem Kopf. 

## Beschreibung
Die Färbung variiert zwischen grünen, braunen und gelben Tönen mit einem wechselhaften Muster aus senkrechten Streifen. Die Färbung ist jedoch einem stimmungsbedingten Farbwandel unterworfen. Gestresste Tiere zeigen häufig dunkle Punkte oder färben sich im Extremfall sogar vollständig schwarz. Stets erkennbar bleibt ein heller Streifen, der sich die Bauchseite entlangzieht. Die Gesamtlänge kann bis zu 47,5 cm betragen, im Durchschnitt sind es aber 30 bis 35 cm. Etwa 50 Prozent der Gesamtlänge entfällt auf den Schwanz, der als Kletterhilfe dient und in Ruhestellung unter der Bauchseite eingeringelt liegt. Über die Rückenmitte zieht sich ein aus kleinen, spitz nach oben gerichteten Hornschuppen bestehender Kamm. Finger und Zehen sind paarweise zusammengewachsen und wirken wie eine Greifzange. An den Vordergliedmaßen stehen drei zusammengewachsene Finger nach innen und zwei nach außen. An den Hintergliedmaßen verhält sich dies genau umgekehrt. Basiliskenchamäleons tragen hervorstehende, kegelförmige Augen, die von einem ringförmigen Lid umgeben sind. Die Pupille liegt mittig und ist nur durch eine kleine Öffnung zu erkennen. Wie bei allen Vertretern der Gattung Chamaeleo können die Augen unabhängig voneinander in unterschiedliche Richtungen bewegt werden. Beide Geschlechter erreichen ein maximales Alter von 4 bis 5 Jahren, meist jedoch deutlich weniger (1 bis 2 Jahre). Männchen unterscheiden sich von den Weibchen durch den vergleichsweise höheren Helm und einen Fersensporn an den Hintergliedmaßen. Trächtige Weibchen fallen durch eine gelb-türkis gestreifte und gefleckte Färbung auf. Frisch geschlüpfte Jungtiere sind grau, braun oder cremefarben (nicht grün).

## Verbreitung und Lebensraum

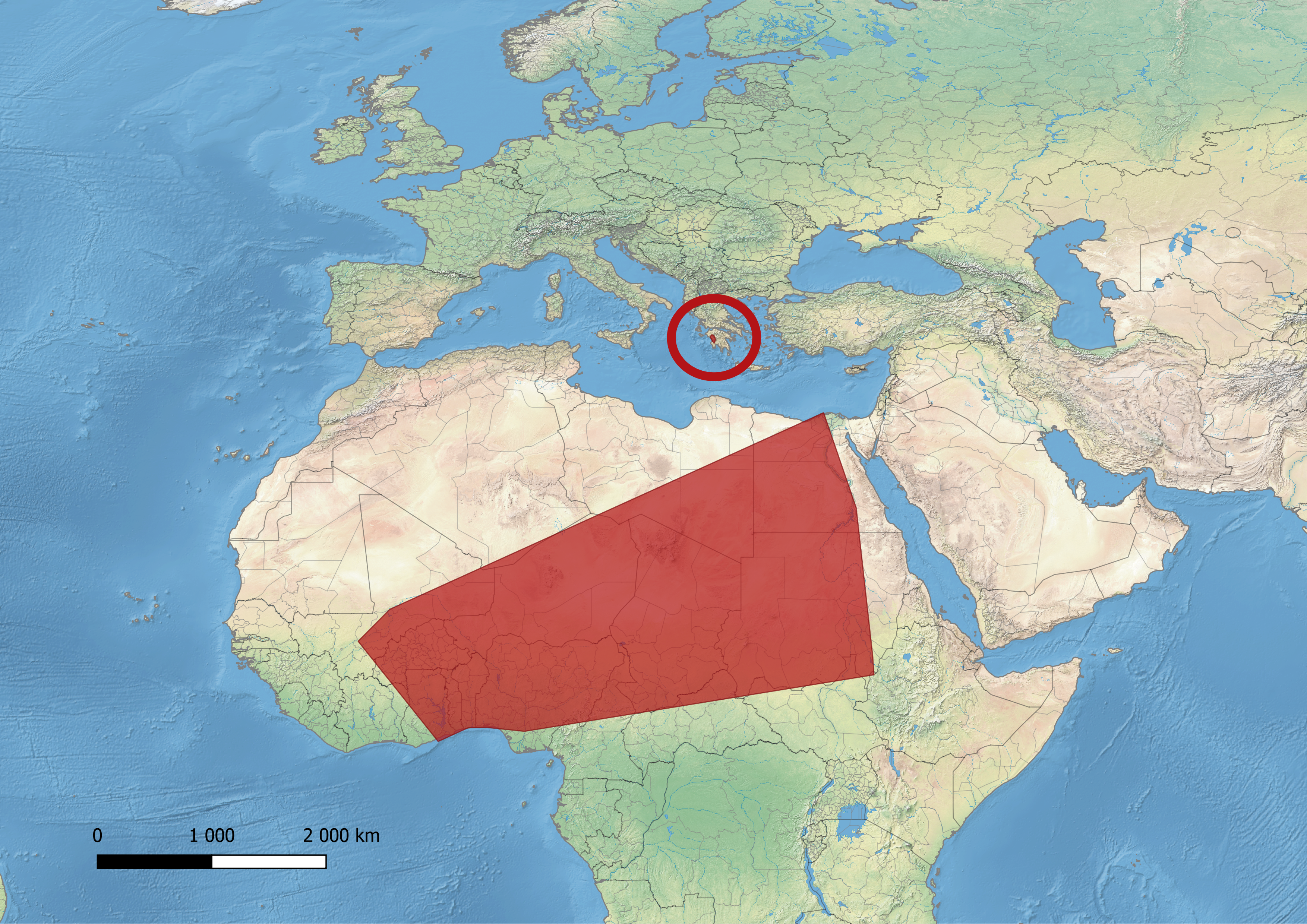
Verbreitungsgebiet

Mali, Niger, Nigeria, Kamerun und Gabun bis nach Ägypten, Eritrea und Sudan. Eine vermutlich bereits in der Antike eingeschleppte Population bewohnt ein winziges Gebiet im Südwesten des Peloponnes. Basiliskenchamäleons besiedeln dichte Büsche und Bäume (Tamarisken, Eichen, Wacholder, Olivenbäume, aber auch Schilfrohr und Eukalypten).

## Fortpflanzung

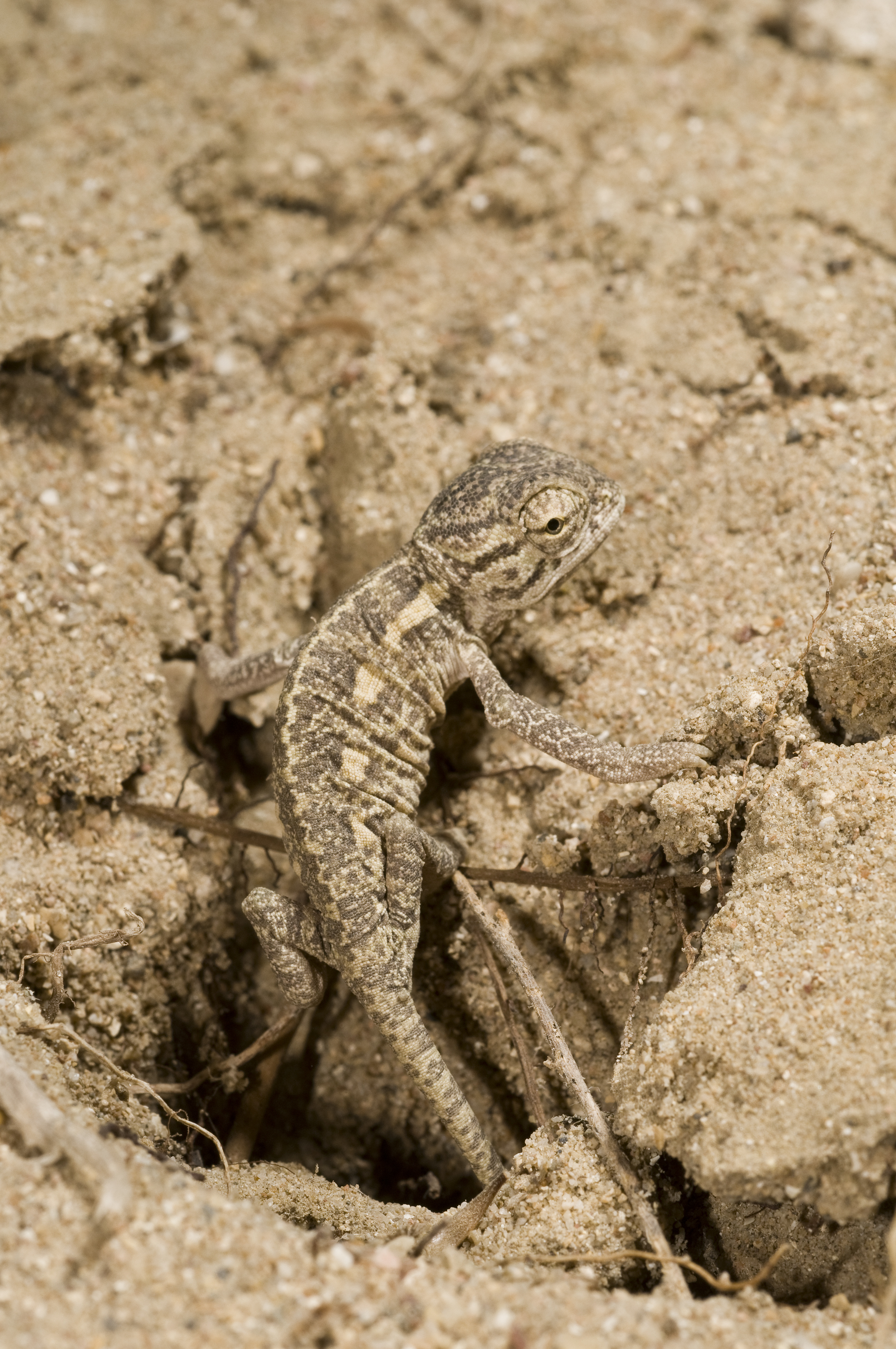
Jungtier

Das Fortpflanzungsverhalten der in Europa lebenden Basiliskenchamäleons ist gut erforscht:
Die Paarungszeit dauert von Anfang August bis September. Hat sich ein Paar gefunden, so bleibt es meist über mehrere Tage zusammen und paart sich zum Teil mehrmals, bevor es sich wieder trennt. Das Weibchen wird dabei dauerhaft in kurzem Abstand verfolgt und umworben. Selbst während der Übernachtung hält das Männchen die Partnerin an Schwanz oder Gliedmaßen fest. Direkt nach dem Erwachen finden die ersten Begattungen statt. Ein Weibchen legt im September und Oktober durchschnittlich 30 bis 50 Eier in selbst gegrabene Löcher ab. Je nach Konstitution können aber kleinere Weibchen gelegentlich nur 20, große und alte dagegen bis über 90 Eier absetzen. Die Nester liegen etwa 30 bis 40 cm unter der Oberfläche des sandigen Bodengrunds und werden nach der Eiablage sorgfältig wieder zugeschoben. Der gesamte Vorgang kann bis zu 20 Stunden und mehr in Anspruch nehmen, bei optimalem Bodengrund (leicht feuchter und trockener Sand) aber auch schon nach wenigen Stunden beendet sein. Die Inkubation der Eier dauert ganze 11 Monate, sodass die knapp 55 mm langen und 0,8 bis 1,2 g schweren Jungtiere sich erst im darauffolgenden Sommer aus dem tiefen Sand befreien. Die Geschlechtsreife wird bereits mit knapp 10 Monaten erlangt.

## Ernährung
Die Nahrung besteht vorwiegend aus Insekten und  Spinnentieren. Darüber hinaus konnte die Aufnahme von kleinen Eidechsen, Krabben und Gehäuseschnecken beobachtet werden. Beutetiere werden mit der Spitze der dehnbaren Zunge umfasst, die das Chamäleon bis zur eigenen Körperlänge hervorschnellen kann. Ob die bei Kotuntersuchungen aufgefundenen Pflanzenreste zufällig oder bewusst in den Verdauungstrakt gelangt sind, konnte bislang nicht sicher entschieden werden.

## Gefährdung
In Afrika ist die Art lokal durch Umweltveränderungen bedroht. Das einzige in Europa liegende Vorkommen befindet sich in einem Natura-2000-Gebiet. Trotz des strengen Schutzstatus ist der etwa vier Kilometer lange und nur wenige Meter breite Lebensraum durch ein touristisches Großprojekt akut gefährdet. Die Nutzung der Eiablageplätze für eine Strandbar in der Kernzone des Natura-2000-Areals und die Zerstörung wichtiger Nistdünen am Rande des Vorkommens haben die ohnehin kleine Population bereits sichtlich geschwächt. Über kurz oder lang wird unter den derzeit gegebenen Umständen ein weiteres Überleben der Art nicht mehr gewährleistet sein.